# КС Люфтътари
Клюби Спортив „Люфтътари“ (на албански: Klubi Sportiv Luftëtari) е албански футболен клуб от град Аргирокастро, играещ в Албанската суперлига. Домакинските си мачове играе на стадион „Джирокастра“, с капацитет 8500 зрители.

## Предишни имена
- „Шчипоня“ (1930 – 1949)
- „Джирокастра“ (1949 – 1951)
- „Пуна“ (1951 – 1958 гг.)
- „Люфтътари“ (1958 – 1992)
- „Шчипоня“ (1992 – 2002 гг.)
- „Люфтътари“ (от 2002)

## История
Клубът е основан през 1930 година. Дебютира в висшата лига на Албания през 1940 г. Най-високото класиране е второто място през сезона 1977/78. Стига до полуфинали в Купата на Албания през 1952, 1967/68, 1981/82 и 1986/87.

## Успехи
- Вицешампион на Албании:
  -  Сребърен медал (1): 1977/78
    -  Бронзов медал (1): 2017/18

## Участия в евротурнирите
| Сезон   | Турнир      | Кръг               | Съперник  | Домакин | Гост | Общ резултат |  |
| ------- | ----------- | ------------------ | --------- | ------- | ---- | ------------ |  |
| 2018/19 | Лига Европа | Първи квалиф. кръг | Вентспилс |         |      |              |  |

## Известни играчи
- Арян Джумба 1990 – 1992
- Алтин Хаджи 1994 – 1996